# Обровский сельсовет
Обровский сельсовет — упразднённая административная единица на территории Ивацевичского района Брестской области Республики Беларусь.

## История
24 августа 2022 года Обровский сельсовет упразднён. Земли упразднённого сельсовета с расположенным на них агрогородком Оброво включены в состав Святовольского сельсовета.

## Состав
Обровский сельсовет включает 1 населённый пункт:
- Оброво — агрогородок.

## Промышленность и сельское хозяйство
- ОАО «Обровский» (молочно-товарная ферма, молочно-товарный комплекс).

Учреждения образования:
ГУО «Обровская средняя школа», ГУО «Обровский детский сад».

## Социальная сфера
- Обровский Центр культуры и народного творчества, библиотека.
- Обровский фельдшерско-акушерский пункт.
- Комплексный приёмный пункт агрогородка Оброво.